# 2013 RF98
2013 RF98 ist ein Planetoid, der am 12. September 2013 am Cerro Tololo Observatory, La Serena entdeckt wurde und zur Gruppe der Kuipergürtel-Planetoiden gehört. Der Asteroid läuft auf einer hoch exzentrischen Bahn in über 6500 Jahren um die Sonne. Die Bahnexzentrizität seiner Bahn beträgt 0,90, wobei diese 29,58° gegen die Ekliptik geneigt ist.